# Eleuterio Díaz-Tendero Merchán
Eleuterio Díaz-Tendero Merchán (Consuegra, Toledo, 6 de setembre de 1882 - Dachau, 13 de febrer de 1945) va ser un militar espanyol republicà que va lluitar en la Guerra Civil Espanyola. És conegut per ser el fundador de la Unió Militar Republicana Antifeixista (UMRA) i el paper que va jugar en la Guerra Civil en les purgues i neteges d'expedients realitzades entre alguns membres de l'Exèrcit republicà en els primers moments de la guerra.

## Biografia

### Carrera militar
Inicialment va ser un seminarista però poc després va passar a l'Exèrcit, el 1900, com a soldat voluntari. Va passar per nombroses destinacions en tota la península, especialment en el destacament militar de La Línea (1904-1905) i Los Barrios (Cadis). Va estudiar llatí, la qual cosa li va permetre poder impartir la docència en alguns ocasions. També era membre de la francmaçoneria, en la qual va ostentar importants càrrecs. No trigaria molt temps a ser enviat al Marroc, on va intervenir en la Guerra de Melilla després dels successos de 1909. Una vegada restablerta la situació, va seguir allí i participaria en nombroses operacions en la Guerra del Rif, especialment en operacions de reconeixement a les ordres del Coronel Villalba.
Quan en abril de 1931 es va proclamar la II República es va traslladar a Madrid, on va rebre la gran creu de l'Orde de Sant Hermenegild per les seves anteriors actuacions al Marroc. Un any més tard participaria en la repressió dels militars que s'havien revoltat el 10 d'agost a Sevilla (intent de cop conegut com a Sanjurjada). No va participar en la Revolució de 1934, però sí que va defensar a alguns companys i amics seus que n'havien pres part, com el capità de la Guàrdia Civil, Fernando Condés. Va ser en aquesta etapa quan va fundar la Unió Militar Republicana Antifeixista (UMRA), nascuda per a lluitar contra l'activitat de la dretana Unió Militar Espanyola (UME), la qual ja havia començat a actuar violentament contra destacats militars republicans. Després de la victòria del Front Popular en les Eleccions de febrer de 1936 va ser destinat al Grup d'Infanteria del Ministeri de la Guerra en Madrid. Anava a ser en aquestes setmanes prèvies a l'estiu de 1936 quan l'activitat de la UMRA anava a aconseguir el seu clímax, especialment amb l'arribada d'informes que es trobava en curs una conspiració militar entre amplis sectors de l'Exèrcit. El 16 de juliol va visitar al costat d'altres militars al president Casares Quiroga per a fer-li arribar la preocupant informació que la UMRA manejava entorn de la conspiració i en la qual prevenia a Quiroga sobre certs militars, com Francisco Franco, Goded, Mola o Yagüe. No obstant això, aquesta temptativa no va servir de res davant les evasives de Quiroga, que no semblava ser conscient de la situació, encara que el temps donaria la raó a Díaz-Tendero.

### Guerra Civil
Després de produir-se la revolta militar de 1936 que va donar lloc a la Guerra Civil, Díaz-Tendero va tenir un important paper en l'equipament, formació i avituallament de les Milícies populars que es van crear en la capital durant els primers dies i que immediatament partien a la Serra de Guadarrama lluitar. Però el seu paper més destacat anava a ser a l'hora de classificar als militars republicans del nou Exèrcit Popular entre els fidels al règim republicà, els indiferents i els netament dretans o feixistes. Gràcies a l'arxiu de la UMRA tenia una gran quantitat d'informació sobre militars de l'Exèrcit de preguerra. Aquesta actitud d' inquisidor de l'Exèrcit republicà li va generar llavors nombroses crítiques i enemics, situació que s'ha repetit al llarg dels anys amb la historiografia espanyola posterior a la guerra, especialment d'historiadors militars com Ramón Salas Larrazábal.
A la fi de 1936 en el Gabinet d'Informació i control del Ministeri de la Guerra va continuar confeccionant noves fitxes personals sobre militars del nou Exèrcit Popular durant la resta de la contesa, vigilant les fidelitats d'antics i nous militars incorporats a la guerra. La seva labor es va intensificar especialment quan la República va començar a perdre la guerra després de la caiguda del Front Nord, a la recerca de traïcions i infiltracions de la cinquena columna franquista. A causa de les seves qualitats, va ser un dels fundadors del Servei d'Informació Militar (SIM), la nova agència d'intel·ligència i seguretat creada pel govern republicà a mitjans 1937; en els primers temps s'encarregaria de la selecció dels seus agents i comandaments encara que posteriorment se'n veiés apartat. A principis de 1937 va tenir un enfrontament directe amb el president del govern Francisco Largo Caballero, a compte de la seva direcció de la guerra i arribant-lo a qualificar de «senil» i «incapaç de dirigir la guerra». En els últims moments de la guerra, amb la caiguda de Catalunya, va haver de sortir cap a l'exili a França, comptant en aquells dies amb el grau de coronel.

### Exili i últims anys
Una vegada a França, es va assegurar de destruir el fitxer de la UMRA estant a Tolosa de Llenguadoc i va reorganitzar alguns comandaments militars abans de la caiguda de la República. Va ser detingut per la Gendarmeria i empresonat al Castell de Cotlliure, on un any després va ser capturat per la Gestapo, després que els Exèrcits alemanys ocupessin França. Va ser enviat al Camp de concentració de Dachau, on va sofrir nombroses penalitats en els cinc anys que van seguir al seu ingrés, la qual cosa no li va impedir ingressar en el Partit comunista clandestí i incitar a la resistència entre els seus companys. No obstant això, el 13 de febrer de 1945 va morir per causes desconegudes i va acabar en un dels forns crematoris de Dachau, a penes unes setmanes abans de l'alliberament del Camp de Concentració pels Aliats.